# L'amour toujours (I'll Fly with You)
L'amour toujours (I'll Fly with You) è una canzone del 2000 di genere Italo dance di Gigi D'Agostino.
Brano tra i più popolari e famosi, è diventato hit e tormentone mondiale dance dei primi anni 2000.

## Descrizione
La canzone L'amour toujours è stata scritta da Gigi D'Agostino, Diego Leoni, Carlo Montagner e Paolo Sandrini prendendo ispirazione dal tema principale della Sinfonia n.2 in re maggiore, IV movimento di Jean Sibelius e venne pubblicata come primo singolo estratto dall'album L'amour toujours. La voce nel brano (anche se mancano gli accrediti ufficiali) dovrebbe essere quella del cantante Ola Onabule, che interpreta sia la voce maschile sia (tramite il cambio della tonalità del sample vocale) la voce femminile. Il successivo singolo, con il remix del brano, ottiene un enorme successo in tutta Europa, arrivando alle vette delle classifiche di Paesi Bassi e Danimarca, e riuscendo ad entrare nella top ten di Austria, Belgio ed Italia. In seguito il brano è stato oggetto di numerose opere di remixaggio di altri artisti, come quelle di Scott Brown, dei Wasted Penguinz che ne hanno fatto un bootleg Hardstyle o di DJ Sammy e di una cover acustica ad opera di Sagi Rei, nel 2015 Dzeko & Torres hanno rilasciato su etichetta Spinnin' Records la loro versione del brano modificata da Tiësto.
Il titolo francese L'amour toujours significa L'amore (per) sempre.
Nel 2000 il dj realizza due album, Tecno fes e Tecno fes volume 2 che contengono due versioni diverse della canzone: nel primo la canzone prende il nome de L'amour toujours (Tanzen Vision rmx). Nel 2001 escono in un unico album le versioni L'amour Toujours (L'amour Vision) e L'Amour Toujours (gigidagostino.com). Nell'album del 2004 L'amour toujours II il dj ne ha pubblicato una versione sottotitolata I Wish Real Peace. Nell'album del 2008 Suono libero è compresa una versione chiamata Forte Forte. Nel 2015 D'Agostino propone la versione chiamata Infinite Prospettive Mix. Il 25 dicembre 2017, in occasione del Natale, esce la versione denominata Happy Christmas. Una nuova versione chiamata Gigi Dag Radio Mix arriva nell'Agosto 2019 all'interno dell'album Gigi D'Agostino Collection, Vol.1.
Nel 2019 viene scelta come colonna sonora per i titoli di coda del film Diamanti grezzi diretto da Josh e Benny Safdie.

## Il video
In occasione del video musicale prodotto per promuovere il singolo, visto anche il successo commerciale, è stata scelta la versione remixata (denominata Small Mix) invece dell'album version. Il video di L'amour toujours consiste semplicemente in un collage di immagini tratte da alcune esibizioni dal vivo di Gigi D'Agostino. Attualmente il video conta su YouTube 503 milioni di visualizzazioni e più di 3 milioni di Mi piace

## Tracce
CD-Single
1. L'amour toujours (L'Amour Vision) - 6:54
2. Un giorno credi (Gigidagostino.com) - 8:05
3. L'amour toujours (Gigidagostino.com) - 7:58

CD-Maxi
1. L'amour toujours (L'Amour Vision)
2. Un giorno credi (Gigidagostino.com)
3. L'amour toujours (Gigidagostino.com)
4. Musikakeparla

12" Vinyl (3 tracce)
- A L'amour toujours (Cielo Mix) - 8:52
- B1 L'amour toujours (L'Amour Vision) - 8:45
- B2 L'amour toujours (Small Mix) - 4:00

12" Vinyl (2 tracce)
- A L'amour toujours (Album Version) - 6:56
- B L'amour toujours (Bla Bla Bla Edit) - 3:45

EP
1. L'amour toujours (I'll Fly With You) (Reverend 2K Radio Edit) - 3:48
2. L'amour toujours (I'll Fly With You) (Original Mix) - 6:57
3. L'amour toujours (I'll Fly With You) (Johnny Vicious Remix) - 10:34
4. L'amour toujours (I'll Fly With You) (Tanzen Vision) - 6:58
5. Another Way (Reverend 2K Radio Edit) - 3:28
6. Another Way (Original Mix) - 6:03
7. Another Way (Tanzen Vision) - 6:15
8. L'amour - 3:31
9. Music - 6:52
10. Rectangle - 5:00
11. Bla Bla Bla - 4:15
12. Bla Bla Bla (Dark Mix) - 5:38

## Classifiche
| Classifica (2000-02) | Posizione massima |
| -------------------- | ----------------- |
| Austria              | 3                 |
| Belgio (Fiandre)     | 2                 |
| Belgio (Vallonia)    | 27                |
| Danimarca            | 1                 |
| Germania             | 3                 |
| Irlanda              | 18                |
| Italia               | 6                 |
| Paesi Bassi          | 1                 |
| Romania              | 1                 |
| Spagna               | 7                 |
| Stati Uniti          | 78                |
| Svizzera             | 25                |

## Credit
- Arrangiamento di Gigi D'Agostino e Paolo Sandrini
- Produzione esecutiva di Gianfranco Bortolotti
- Mixaggio di Gigi D'Agostino e Paolo Sandrini
- Produzione di Gigi D'Agostino
- Composizione di Diego Leoni, Paolo Sandrini, Gigi D'Agostino e Carlo Montagner

## Cover
Nel 2006, l'artista israeliano Sagi Rei ha inciso una propria versione acustica e melodica di L'amour toujours per il suo album di esordio Emotional Songs, da cui il brano è stato poi estratto come primo singolo.
Nel 2015 il duo Dzeko & Torres, in collaborazione con la cantante canadese Delaney Jane, ne pubblicarono una copia tramite Musical Freedom, etichetta discografica affiliata alla Spinnin' Records, versione poi remixata da Tiësto.
Nel 2017 Alex Christensen ha scritto e registrato una cover arrangiata per orchestra. Lo stesso anno esce l'album Ansia e Disagio del cantautore romano Giancane che contiene una cover del brano come ultima traccia del disco. 
Nel 2020 il violinista Maxim Distefano registra una cover per l’occasione remixata da due Dj molto noti in ambito nazionale ed internazionale quali Silvio Carrano e Marcel, edizioni New Music International, con l’apporto vocale di M-Violet, inserita nella compilation Pro latino 135 edita da DMC, DMCPL135. 
Il brano è stato interpretato anche da Mara Sattei, insieme a Noemi, durante la serata del Festival di Sanremo 2023 dedicata ai duetti. Un anno dopo, nel 2024 questa versione viene pubblicata come singolo cantata dalla sola Mara Sattei senza la voce di Noemi. 
Nel 2024 esce una versione più in stile techno realizzata dai dj Robert Falcon e Wasback.

### Il brano
La versione di L'amour toujours di Sagi Rei si discosta notevolmente dall'originale, e si contraddistingue per essere diventata una ballad romantica, interpretata soltanto da voce e chitarra acustica. Il brano, passato pressoché inosservato alla sua prima pubblicazione, ottiene un enorme successo nel 2009, quando viene scelto come accompagnamento musicale della campagna pubblicitaria televisiva di Intimissimi, che dona al brano un'enorme popolarità. Conseguentemente L'amour toujours è entrato nella classifica dei singoli più scaricati in Italia alla posizione numero 18 il 30 aprile 2009, per poi salire sino alla sesta la settimana successiva.

### Tracce
1. L'amour toujours
2. L'amour toujours
3. Your loving Arms
4. All Around the World
5. Medley

### Classifiche
| Classifica | Posizione più alta |
| ---------- | ------------------ |
| Italia     | 6                  |